# Baranjski demokratski forum
Baranjski demokratski forum Beli Manastir (skraćeno BDF), nevladina organizacija (udruga) za zaštitu ljudskih prava iz Belog Manastira, upisana pod brojem 14000013 u službeni Registar udruga Republike Hrvatske  Arhivirana inačica izvorne stranice od 22. listopada 2006. (Wayback Machine) 17. XI. 1997. godine sa sjedištem u tadašnjoj Ulici Adama Dugačkog 52. 
Djelatnosti kojima se bavila uključivale su organiziranje javnih skupova i seminara, rad na posredovanju i u poboljšavanju međunacionalnih, međukulturnih i međukonfesionalnih odnosa među ljudima koji žive u Baranji te organiziranje priredbi, koncerata, radionica i sl. Predsjednik BDF-a bio je prof. Stevan Crnogorac, a potpredsjednici Borivoj Novaković i Katarina Luković. Nakon smrti prof. Crnogorca organizacija je prestala s radom, iako nije brisana iz Registra udruga. 